# Ettore Rosato
Riccardo Ettore Rosato (né le 28 juillet 1968 à Trieste) est un homme politique italien, membre du Parti démocrate.
De 2015 à 2018, il préside le groupe parlementaire de son parti à la Chambre.
Il donne son nom à la loi électorale italienne de 2017 votée le 26 octobre 2017. Le 29 mars 2018, il est élu vice-président de la Chambre des députés.